# Weiler bei Bingen
Weiler bei Bingen è un comune di 2.575 abitanti della Renania-Palatinato, in Germania.
Appartiene al circondario (Landkreis) di Magonza-Bingen (targa MZ) ed è parte della comunità amministrativa (Verbandsgemeinde) di Rhein-Nahe. È gemellato con il comune di Sona, in provincia di Verona.